# Кенигсберг ин Бајерн
Кенигсберг ин Бајерн (њем. Königsberg in Bayern) град је у њемачкој савезној држави Баварска. Једно је од 26 општинских средишта округа Хасберге. Према процјени из 2010. у граду је живјело 3.710 становника. Посједује регионалну шифру (AGS) 9674164.

## Географски и демографски подаци
Кенигсберг ин Бајерн се налази у савезној држави Баварска у округу Хасберге. Град се налази на надморској висини од 280 метара. Површина општине износи 61,9 km². У самом граду је, према процјени из 2010. године, живјело 3.710 становника. Просјечна густина становништва износи 60 становника/km².

## Међународна сарадња
| Мјесто | Држава    | Врста сарадње | Од    |
| ------ | --------- | ------------- | ----- |
|        | Француска | пријатељство  | 1976. |
| Извор  |           |               |       |